# إليزابيث شوارزكوف
السيدة أولغا ماريا إليزابيث فريدريك شوارزكوف ذات رتبة الإمبراطورية البريطانية (9 ديسمبر 1915 - 3 أغسطس 2006) كانت سوبرانو نمساوية بريطانية ألمانية المولد. كانت من بين أبرز مغنيين الموسيقى الألمانيا، واشتهرت بأدائها لأوبريت فيينا، بالإضافة إلى أوبرا موتسارت وفاجنر وريتشارد شتراوس.  بعد تقاعدها من المسرح، عملت كمعلمة صوت على المستوى الدولي. تعتبر واحدة من أعظم السوبرانو في القرن العشرين. 

## الحياة والمسيرة المهنية

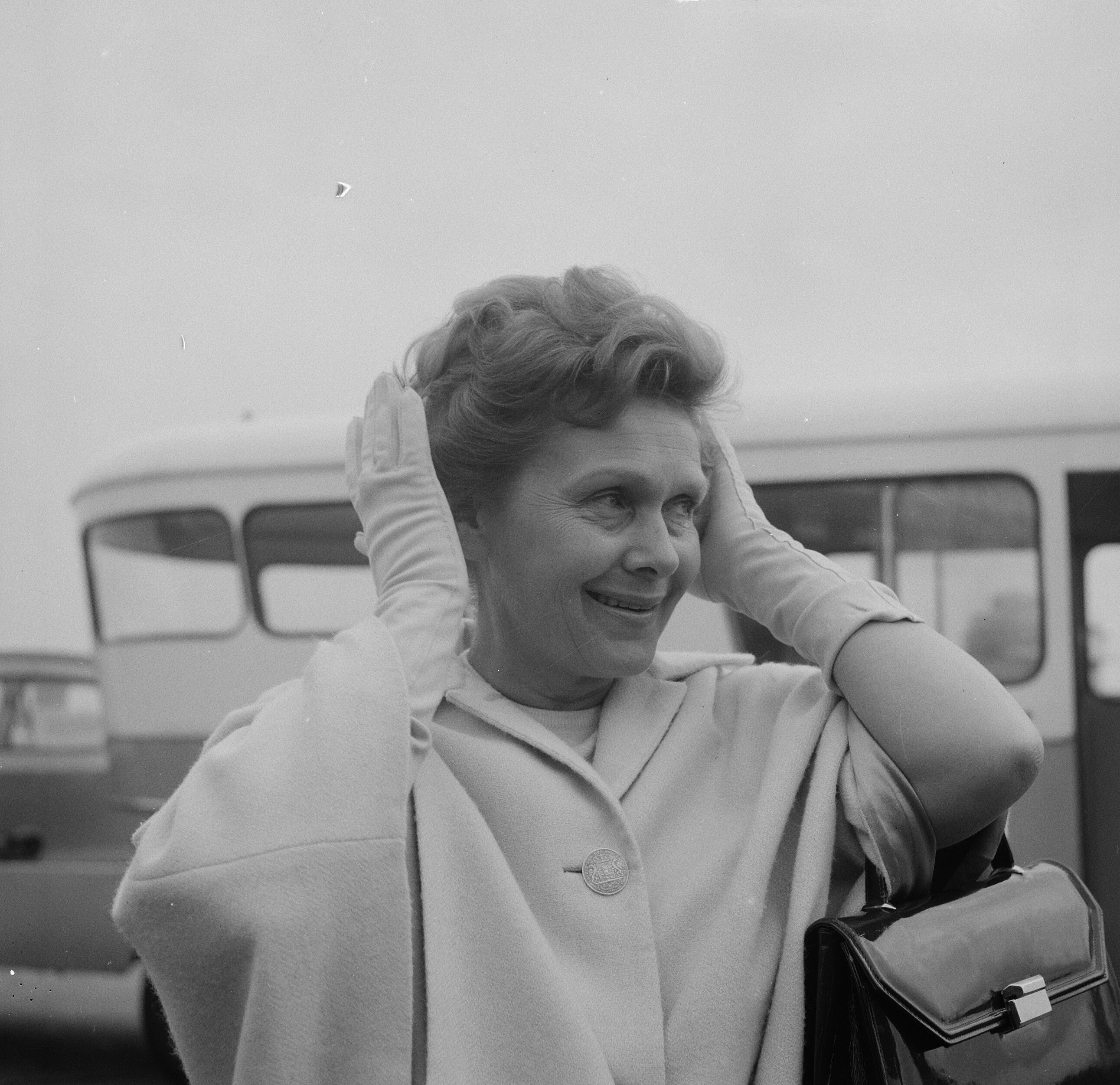

ولدت شوارزكوف في 9 ديسمبر 1915 في ياروتشين بمقاطعة بوسن في بروسيا، ألمانيا (بولندا الآن) ابنة فريدريك شوارزكوف وزوجته إليزابيث (نيي فروليش). غنت شوارزكوف في أول أوبرا لها في عام 1928، مثل يوريديس في إنتاج مدرسي لـغلوك أورفيو إد يوريديس في ماغدبورغ، ألمانيا. في عام 1934، بدأت شوارزكوف دراستها الموسيقية في برلين في جامعة الموسيقى، حيث حاول مدرس الغناء الخاص بها ، لولا مايز-جمينر، تدريبها على أن تصبح سوبرانو. تدربت شوارزكوف في وقت لاحق تحت قيادة ماريا إيفوغون، وفي عام 1938 انضمت إلى أوبرا برلين الألمانية.